# Marioniscus miyakensis
Marioniscus miyakensis är en kräftdjursart som beskrevs av Nunomura 1999. Marioniscus miyakensis ingår i släktet Marioniscus och familjen Scyphacidae. Inga underarter finns listade i Catalogue of Life.